# بانهارن سيلبا أرتشا
بانهارن سيلبا أرتشا (بالتايلندية:บรรหาร ศิลปอาชา) ‏(19 أغسطس 1932 - 23 أبريل 2016) هو سياسي تايلاندي وبرلماني مخضرم بدأ حياته السياسية منذ عام 1976 عندما انتخب ممثل محافظة سوفانبوري وأصبح رئيس الوزراء خلال الفترة من 13 يوليو 1995م إلى 24 نوفمبر 1996. وهو زعيم حزب شارت تاي الذي تم حلة من قبل المحكمة الدستورية التايلاندية في 2 ديسمبر 2008م بسبب تهمة التزوير بالانتخابات وتم حظر بانهارن سيلبا أرتشا من ممارسة السياسية لمدة خمس سنوات.

## روابط خارجية
- بانهارن سيلبا أرتشا على موقع مونزينجر (الألمانية)